# 繁荣乡 (富裕县)
繁荣乡，是中华人民共和国黑龙江省齐齐哈尔市富裕县下辖的一个乡镇级行政单位。

## 行政区划
繁荣乡下辖以下地区：
建设村、丰年村、万发村、新发村、永进村、新立村、龙山村、永丰村、祥发村和永兴村。